# Vasa fängelse

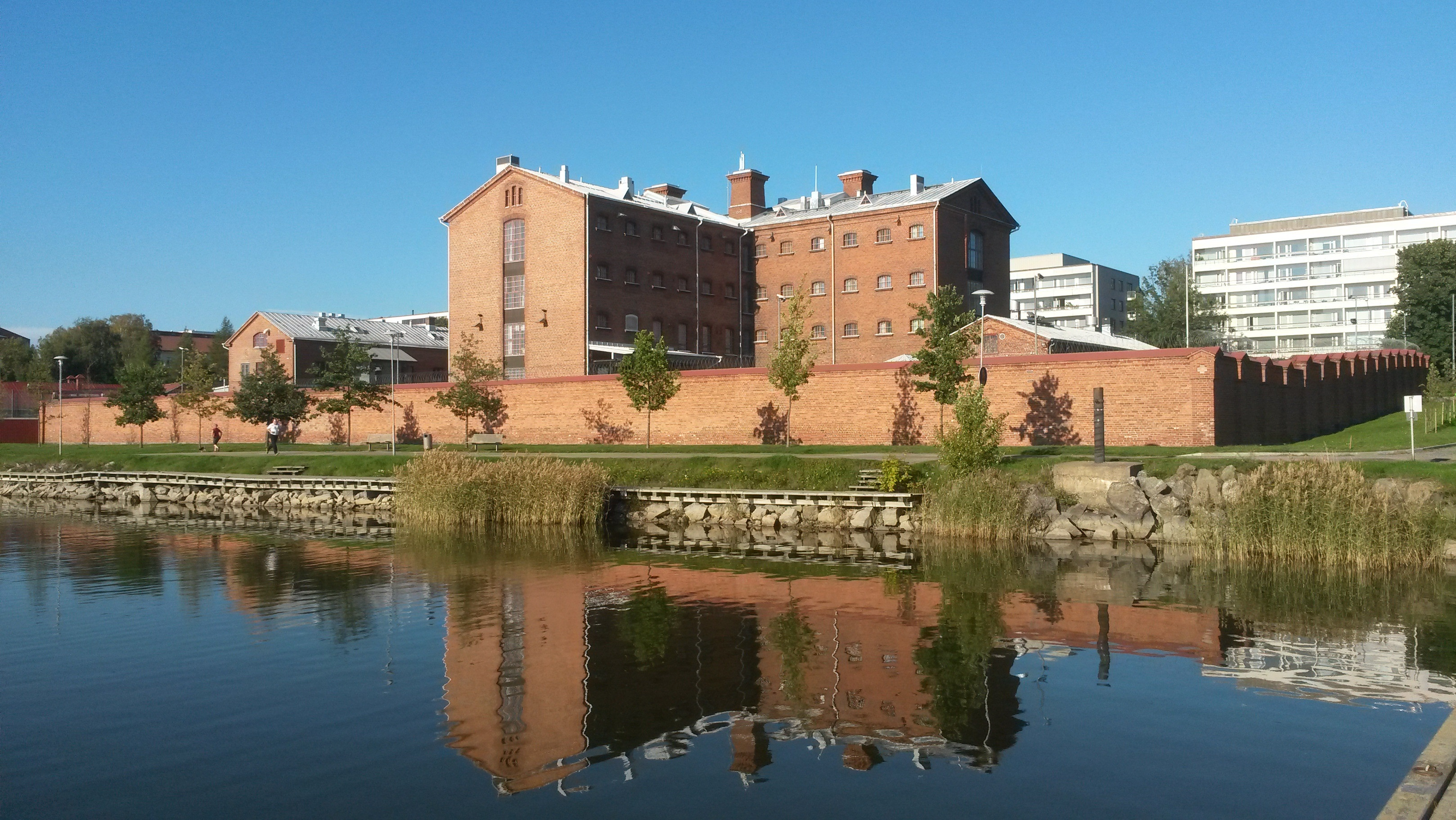
Vasa fängelse, 2014.

Vasa fängelse är ett fängelse i Vasa tillhörande Västra Finlands Brottspåföljdsregion. Fängelset har 71 platser, 59 i sluten avdelning och 12 i öppen avdelning. Överbeläggning har pågått under nästan hela fängelsets historia, antalet fångar år 2016 var i snitt 75.
Fängelset saknar avdelning för kvinnor och flyttar därför sina kvinnliga fångar till Tavastehus fängelse.
Vasa fängelse hade år 2017 cirka 60 anställda.

## Historia
Fängelset togs i bruk 3 september 1863. Ursprungliga ritningar för byggnaden gjordes av stadsplaneraren C. A. Setterberg, men dessa förkastades och uppdraget gavs till Ludvig Lindqvist, tillförordnad länsarkitekt i Uleåborg. Intendentkontorets direktör, Ernst Lohrmann korrigerade Lindqvists ritningar innan de godkändes.